# Alton (Indiana)
Alton è un comune (town) degli Stati Uniti d'America della contea di Crawford nello Stato dell'Indiana. La popolazione era di 55 persone al censimento del 2010.

## Storia
Alton è stata fondata nel 1838.
Alton si chiamava Nebraska nei primi anni. L'ufficio postale di Nebraska ha aperto nel 1847, e ha cambiato nome in Alton nel 1860. L'ufficio postale di Alton alla fine è stato chiuso nel 1965.

## Geografia fisica
Alton è situata a 38°07′22″N 86°25′12″W (38.122715, -86.419920).
Secondo lo United States Census Bureau, ha un'area totale di 0,19 miglia quadrate (0,49 km²).

## Società

### Evoluzione demografica
Secondo il censimento del 2010, c'erano 55 persone.

### Etnie e minoranze straniere
Secondo il censimento del 2010, la composizione etnica della città era formata dal 96,4% di bianchi e il 3,6% di altre razze. Ispanici o latinos di qualunque razza erano il 3,6% della popolazione.